# King Cobra (film 2016)
King Cobra è un film del 2016 scritto e diretto da Justin Kelly.
Basato su fatti realmente accaduti, il film racconta gli eventi che portarono al brutale omicidio del produttore di film pornografici gay Bryan Kocis, fondatore della casa di produzione Cobra Video. Tra gli interpreti principali figurano Christian Slater, Garrett Clayton, Keegan Allen e James Franco, quest'ultimo anche produttore del film.

## Trama
Sean Paul Lockhart, noto con lo pseudonimo di Brent Corrigan, è un attore pornografico in ascesa. Dopo aver litigato con il produttore che lo ha scoperto e reso famoso, Lockhart decide di essere indipendente. Ma una coppia di produttori spiantati è pronta a tutto per accaparrarsi la stella del porno, anche organizzare l'omicidio del produttore rivale.

## Distribuzione
Il film è stato presentato in anteprima mondiale, nella sezione Midnight, al Tribeca Film Festival il 16 aprile 2016. Il trailer del film è uscito il 26 settembre, mentre il film verrà distribuito nelle sale cinematografiche americane a partire dal 21 ottobre.
È stato presente nella sezione After Hours del 34° Torino Film Festival.
È disponibile sottotitolato in italiano su Netflix dal 25 febbraio 2017 al 13 febbraio 2022.